# Egan (South Dakota)
Egan ist ein Ort im Moody County in US-Bundesstaat South Dakota. Das U.S. Census Bureau hat bei der Volkszählung 2020 eine Einwohnerzahl von 241 ermittelt.

## Geographie
Egans geographische Koordinaten sind 44° 0′ N, 96° 39′ W (43,998971, −96,649434). Der Ort liegt am Big Sioux River.
Nach den Angaben des United States Census Bureaus hat die Stadt eine Fläche von 1,8 km², die ausschließlich aus Landfläche besteht.

## Demographie
Zum Zeitpunkt des United States Census 2000 bewohnten die als City statuierte Ortschaft Egan 265 Personen. Die Bevölkerungsdichte betrug 146,2 Personen pro km². Es gab 119 Wohneinheiten, durchschnittlich 65,6 pro km². Die Bevölkerung Hoquiams bestand zu 93,96 % aus Weißen, 4,91 % Native American und 1,13 % nannten zwei oder mehr Rassen.
Die Bewohner Egans verteilten sich auf 111 Haushalte, von denen in 34,2 % Kinder unter 18 Jahren lebten. 47,7 % der Haushalte stellten Verheiratete, 7,2 % hatten einen weiblichen Haushaltsvorstand ohne Ehemann und 39,6 % bildeten keine Familien. 34,2 % der Haushalte bestanden aus Einzelpersonen und in 13,5 % aller Haushalte lebte jemand im Alter von 65 Jahren oder mehr alleine. Die durchschnittliche Haushaltsgröße betrug 2,39 und die durchschnittliche Familiengröße 3,15 Personen.
Die Stadtbevölkerung verteilte sich auf 26,8 % Minderjährige, 7,2 % 18–24-Jährige, 28,7 % 25–44-Jährige, 24,9 % 45–64-Jährige und 12,5 % im Alter von 65 Jahren oder mehr. Das Durchschnittsalter betrug 36 Jahre. Auf jeweils 100 Frauen entfielen 115,4 Männer. Bei den über 18-Jährigen entfielen auf 100 Frauen 110,9 Männer.
Das mittlere Haushaltseinkommen in Egan betrug 26.979 US-Dollar und das mittlere Familieneinkommen erreichte die Höhe von 30.000 US-Dollar. Das Durchschnittseinkommen der Männer betrug 25.357 US-Dollar, gegenüber 17.188 US-Dollar bei den Frauen. Das Pro-Kopf-Einkommen in Egan war 13.392 US-Dollar. 5,7 % der Bevölkerung und 1,4 % der Familien hatten ein Einkommen unterhalb der Armutsgrenze, davon waren 2,2 % der Minderjährigen und 20 % der Altersgruppe 65 Jahre und mehr betroffen.